# China Times
Die China Times (chinesisch 中國時報 / 中国时报, Pinyin Zhōngguó Shíbào, Pe̍h-ōe-jī Tiong-kok Sî-pò) ist eine in traditionellen chinesischen Langzeichen erscheinende taiwanische Tageszeitung und ist eine der am weitesten zirkulierten Tageszeitungen in Taiwan. Die Zeitung wurde 1950 das erste Mal verlegt und gehört seit 2008 dem Want Want Konglomerat.
Die Zeitung unterstützt generell die pan-blaue Koalition und hat eine Festlands-chinafreundliche Editoriallinie. Dem Besitzerkonglomerat wird eine enge Verstrickung mit der Volksrepublik China vorgeworfen. Vor der Übernahme durch Want Want galt die China Times dem liberalen Flügel der Kuomintang als nahestehend.

## Geschichte
Die China Times wurde von Yu Chi-chung als Credit News (chinesisch 徵信新聞, Pinyin Zhēngxìn xīnwén) gegründet und konzentrierte sich vor allem auf Preisindexe. Die Zeitung wurde zum 1. Januar 1960 in Credit Newspaper (chinesisch 徵信新聞報, Pinyin Zhēngxìn xīnwénbào) umbenannt und um eine umfassende Nachrichtenberichterstattung erweitert. Am 29. März 1968 wurde die Zeitung zum ersten Mal in Farbe gedruckt und war somit die erste farbgedruckte Zeitung in Asien. Zum 1. September 1968 erhielt sie den aktuellen Titel China Times.
Die China Times unterhielt eine Baseballmannschaft, die China Times Eagles, welche jedoch nach einem Wettskandal sieben Jahre nach ihrer Gründung aufgelöst wurde.
Nachdem der Gründer der Zeitung 2002 verstarb und sein Sohn Yu Chien-hsin die Redaktionsleitung übernommen hatte, wurde 2008 die Zeitung an das Lebensmittelkonglomerat Want Want verkauft.
2019 veröffentlichte die Financial Times einen Artikel, in dem sie den Vorwurf erhob, dass die China Times und der Want-Want-eigene Fernsehsender Chung Tien Television Anweisungen vom Büro für Taiwanangelegenheiten der Volksrepublik China empfingen. Die China Times klagte daraufhin gegen die Financial Times wegen Verleumdung. Reporter ohne Grenzen sah in der Klage den Versuch, kritischen Journalismus einzuschüchtern, und verurteilte das Vorgehen. Die Klage wurde 2021 fallengelassen.
2020 veröffentlichte Stand News ein Interview mit einem anonymen Journalisten der China Times, welcher den Vorwurf gegen die Zeitung erhob, sie zensiere Journalisten, die zu aus chinesischer Sicht sensiblen Themen wie dem Tiananmen-Massaker schreiben wollten.